# Utricularia striatula
Utricularia striatula — вид рослин із родини пухирникових (Lentibulariaceae).

## Біоморфологічна характеристика
Це багаторічна, епіфітна чи літофітна рослина. Ризоїди і столони капілярні, прості. Пастки на ризоїдах і столонах, на ніжках, яйцюваті, 0.6–0.8 мм. Листки численні, від основи квітконосу і столонів, сидячі чи на ніжках; пластина зворотно-яйцювата, кругла чи поперечно-еліптична, 3–10 × 2–6 мм, тонко м'ясиста, основа клиноподібна, послаблена чи закруглена, край цільний, верхівка закруглена. Суцвіття прямовисні, 1–15 см, 1–10-квіткові. Нижня частка чашечки довгасто-еліптична, значно менша за верхню частку, верхівка від закругленої до виїмчастої; верхня частка від майже круглої до майже широко-серцеподібної, 1.5–2.5 мм, верхівка від закругленої до виїмчастої. Віночок білий чи фіолетовий, з жовтою плямою біля основи нижньої губи, 3–10 мм чи значно менше, коли клейстогамний. Коробочка куляста, ≈ 2.5 мм у діаметрі. Насіння зворотно-яйцювате, 0.2–0.4 мм.

## Поширення
Цей вид росте в Африці (Ангола, Бурунді, Камбоджа, Камерун, Центральноафриканська Республіка, Чад, ДР Конго, Кот-д'Івуар, Ефіопія, Габон, Гана, Гвінея, Ліберія, Нігерія, Сан-Томе і Принсіпі, Сьєрра-Леоне, Танзанія, Уганда, Замбія), на півдні й південному сході Азії (Бутан, Ємен, Оман, Китай (Тибет, Сичуань, Гуандун, Аньхой, Цзянсі, Фуцзянь, Чжецзян, Хунань, Юньнань, Хайнань, Гуйчжоу, Гуансі, Хубей), Гонконг, Індія, Індонезія, Лаос, Малайзія, М'янма, Непал, Папуа Нова Гвінея, Філіппіни, Шрі Ланка, Тайвань, Таїланд, В'єтнам).
Цей вид зазвичай росте на вологих скелях і стовбурах дерев у затінених і вологих умовах.